# P'yŏnggang-gun
P'yŏnggang-gun (koreanska: 평강군) är en kommun i Nordkorea.   Den ligger i provinsen Kangwŏn-do, i den södra delen av landet, 140 km öster om huvudstaden Pyongyang.